# Pieter Mulier de Oude

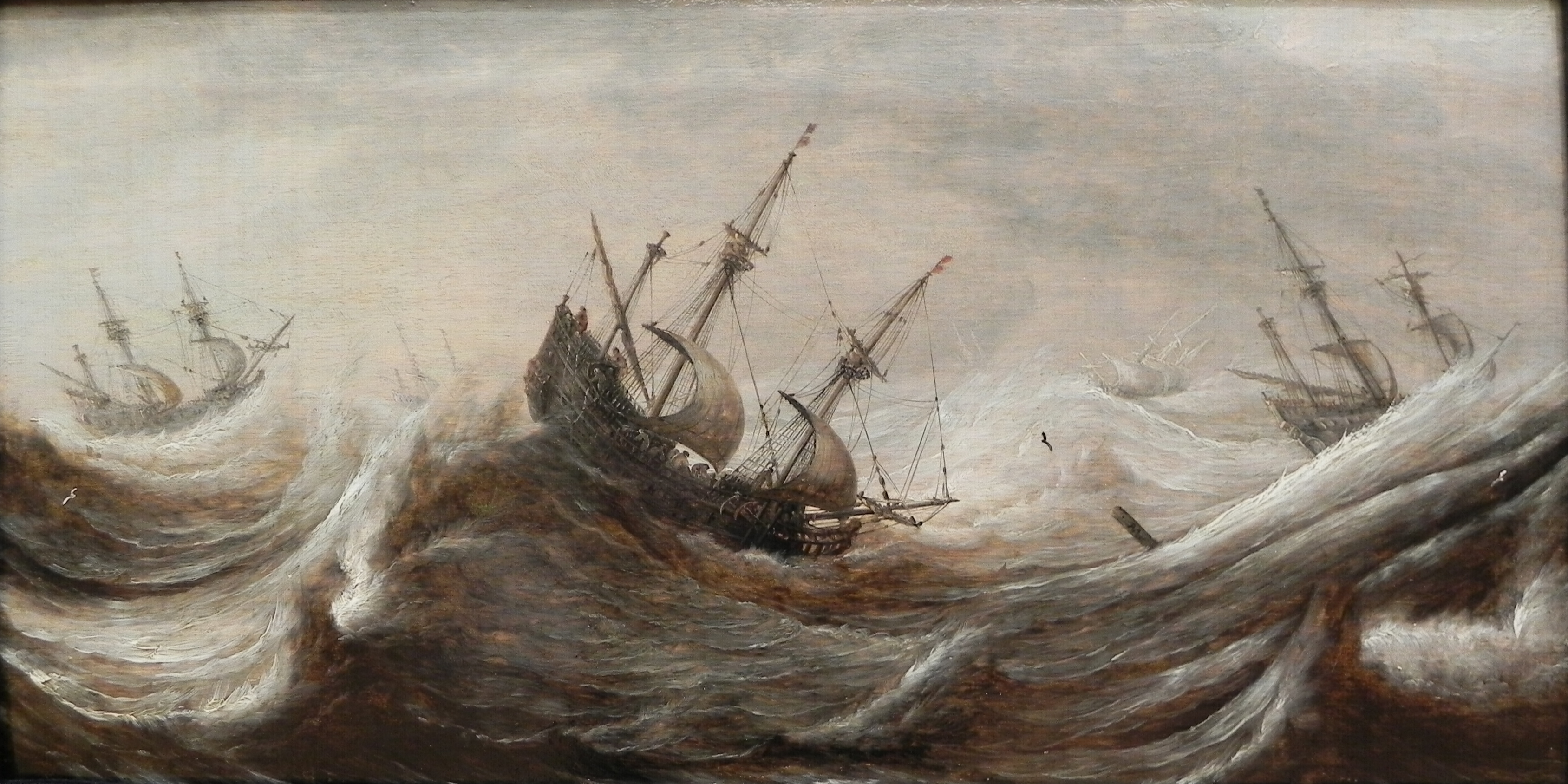
Schip op stormachtige zee. Niedersächsisches Landesmuseum Hannover

Pieter Mulier (Haarlem, ca. 1600 - Amsterdam, 1659), ook wel Pieter Mulier de Oude of Pieter Mulier (I) genoemd, was een Nederlandse kunstschilder en tekenaar in de Gouden Eeuw. Hij was de vader van de kunstschilder Pieter Mulier de Jonge.
Mulier schilderde voornamelijk zee- en strandgezichten, veelal schepen op stormachtige zee. Hij was beïnvloed door Jan Porcellis (vooral in zijn vroege werk), Jan van Goyen, Simon de Vlieger, Willem van Diest en Abraham van Beijeren. Hij ondertekende zijn werk vaak met PML of PMLIER.
Werk van Mulier is te bezichtigen in onder meer het Teylers Museum in Haarlem, het Rijksmuseum in Amsterdam, het Mauritshuis in Den Haag en het National Maritime Museum in Londen.
Hij was mogelijk in de leer bij Simon de Vlieger of bij Salomon van Ruysdael. Zowel zijn zoon Pieter Mulier de Jonge als Frans de Hulst waren in de leer bij hem. Pieter Mulier de Jonge kreeg de bijnaam  Il Cavalier Tempesta in Italië omdat hij, net als zijn vader, vaak schepen op stormachtige zee schilderde.

## Leven
Mulier werd geboren in Haarlem ergens tussen 1590 en 1615. Zijn ouders waren Pieter Joostenz. Mulier (een doopsgezinde die vanuit Vlaanderen naar Nederland was gevlucht) en Baertken de la Mote. In 1635 trad hij in Haarlem in het huwelijk, en in 1638 werd hij lid van het Haarlemse Sint-Lucasgilde. Vanaf 1647 was hij werkzaam in Amsterdam.
Na zijn dood in Amsterdam in 1659 werd hij op 26 mei van dat jaar begraven in de Grote of Sint-Bavokerk in zijn geboortestad Haarlem.

## Verder lezen
- George S. Keyes, "Pieter Mulier the Elder", in Oud Holland, nr.90, 1976, pp. 230-261

- Biografisch Portaal: 30290989
- Gemeinsame Normdatei: 1033985422
- KulturNav: 2d46f763-620a-4d59-bb6c-fe4a8959b3be
- RKD-Nederlands Instituut voor Kunstgeschiedenis: 58286
- Union List of Artist Names: 500005857
- Virtual International Authority File: 95716621